# Melchior von Barfus
Melchior von Barfus (* um 1475; † 1544) war Kommendator des Johanniterordens in Mirow, Quartschen und Schivelbein, sowie Landvogt der brandenburgischen Neumark.

## Leben
Melchior stammte aus der märkischen Adelsfamilie von Barfus. 1514 wurde er zum Kommendator (Komtur) der Kommende Mirow in Mecklenburg durch den Präzeptor des Johanniterordens eingesetzt. 1527 erfolgte seine Versetzung nach starkem Druck der mecklenburgischen Herzöge, die einen einheimischen Komtur haben wollten. Ihm wurde dann vorgeworfen, in größerem Umfang Inventar der Komturei mitgenommen zu haben.
Melchior von Barfus wurde nun Leiter der Kommende im neumärkischen Quartschen und kurfürstlicher Rat von Joachim I. von Brandenburg. 1529 und 1530 war er als Delegierter auf den Reichstagen in Augsburg und Speyer und unterschrieb die Protestation der evangelischen Stände. Melchior von Barfus war der erste Kommendator des Johanniterordens, der das evangelische Bekenntnis annahm.
1539 lehnte er einen Wechsel an die Komturei Lagow ab. 1540 wurde von Barfus erster Leiter der neuen Kommende Schivelbein. 1542 heiratete er, was zu Protesten im Orden führte, aber für ihn keine Konsequenzen hatte, da er unter dem Schutz des Markgrafen Johann von Küstrin stand. 1544 starb er.